# 1276
1276 (MCCLXXVI) var ett skottår som började en onsdag i den julianska kalendern.

## Händelser

### Januari
- 21 januari – Sedan Gregorius X har avlidit den 10 januari väljs Pierre de Tarentaise till påve och tar namnet Innocentius V. Han avlider dock själv efter endast fem månader på posten.

### Februari
- Februari – Kinas regent, kejsarinnan Xie Daoqing, tvingas kapitulera och överlämna sig själv, den omyndige kejsaren och hela Kina till mongolerna.

### Maj
- 24 maj – Magnus Ladulås blir krönt till Sveriges konung i Uppsala domkyrka. Han lovar att vid lägligaste tillfälle säkra kyrkornas rättigheter och inte utkräva några tjänster av dem.

### Juli
- 11 juli – Sedan Innocentius V har avlidit den 22 juni väljs Ottobono de' Fieschi till påve och tar namnet Hadrianus V. Han avlider dock själv efter ungefär en månad på posten.

### September
- 13 september – Sedan Hadrianus V har avlidit den 18 augusti väljs Pedro Julião till påve (den ende portugisiske påven och den ende på posten, som har varit läkare) och tar namnet Johannes XXI, trots att det inte har funnits någon Johannes XX, eftersom han vill korrigera vad man då tror vara ett fel i ordningsnumren på Johannespåvarna 15–19.

### November
- 11 november – Kung Magnus gifter sig med den holsteinska prinsessan Helvig.

### Okänt datum
- Magnus och hans bror Valdemar träffas i Kongahälla för att förhandla, men detta misslyckas. Valdemar söker då stöd hos den danske kungen Erik Klipping. Med anledning av detta förklarar Magnus krig mot Erik Klipping. En annan orsak är också den skuld på 6.000 mark, som han har till den danske kungen.
- Magnus härjar i Halland och Skåne samt återvänder sedan till Sverige över Ryna bro, en bro över Rönneå i Skåne.
- Växjö domkyrka härjas av brand.
- Åbo domkapitel blir formellt stadfäst.
- Drotsämbetet införs i Sverige. Drotsen har rättsvårdande funktioner och är även kungens ställföreträdare.

## Födda
- 29 september – Kristofer II, kung av Danmark 1320–1326 och 1329–1332.
- 19 oktober – Prins Hisaaki, shogun av Japan.

## Avlidna
- 10 januari – Gregorius X, född Theobald Visconti, helgon, påve sedan 1271.
- 22 juni – Innocentius V, född Petrus a Tarentasia, påve sedan 21 januari detta år.
- 18 augusti – Hadrianus V, född Ottobono de' Fieschi, påve sedan 11 juli detta år.